# رامبد شکرآبی
رامبد شکرابی (زادهٔ ۱۷ فروردین ۱۳۵۱ در ساری) بازیگر فیلم اهل ایران است.

## زندگی‌نامه
شکرآبی متولد سال ۱۳۵۱ در ساری است. او بازیگری را از سال ۱۳۷۳ با فیلم ترانزیت ساختهٔ علی سجادی حسینی آغاز کرد. شکرآبی در این سال‌ها در تلویزیون هم فعالیت داشته است. او بازیگری در تلویزیون را از سال ۱۳۷۵ با مجموعهٔ تلویزیونی تنگنا شروع کرد. وی در سال ۱۳۸۹ در زمان پیش تولید فیلم عنکبوت به کارگردانی مانی ارمغان با حدیث فولادوند که نقش مقابلش را در آن فیلم بازی می‌کرد ازدواج کرد که در سال ۱۴۰۰ به طلاق انجامید.

## کارنامهٔ هنری

### سینما
1. جاده مه‌آلود (۱۳۹۳)
2. مرداب (۱۳۸۹)
3. عنکبوت (۱۳۸۹)
4. تارا و تب توت فرنگی (۱۳۸۲)
5. غزل (۱۳۸۰)
6. هم‌کلاس (۱۳۸۰)
7. خاکستری (۱۳۷۹)
8. صدای سخن عشق (۱۳۷۹)
9. اعتراض (۱۳۷۸)
10. سحرگاه پیروزی (۱۳۷۸)
11. نیمه گمشده (۱۳۷۸)
12. آخرین نبرد (۱۳۷۶)
13. خفاش (۱۳۷۶)
14. مرسدس (۱۳۷۶)
15. عروسی مهتاب (۱۳۷۵)
16. تعقیب (۱۳۷۴)
17. طالع سعد (۱۳۷۴)
18. ترانزیت (۱۳۷۲)

### تلویزیون
| سال  | عنوان مجموعه        | سمت    | کارگردان                  | توضیحات                     |
| ---- | ------------------- | ------ | ------------------------- | --------------------------- |
| ۱۴۰۳ | رستگاری             | بازیگر | مسعود ده نمکی             | نوروز ۱۴۰۳ شبکه ۲           |
| ۱۳۹۹ | سرزده               | بازیگر | بهادر اسدی                | محرم ۱۳۹۹ شبکه ۱            |
| ۱۳۹۴ | دورهمی              | مهمان  | مهران مدیری               | ۱۳۹۴ از شبکه نسیم           |
| ۱۳۹۴ | معمای شاه           | بازیگر | محمدرضا ورزی              | شبکه ۱                      |
|      | تله‌فیلم بازی سرنوشت | بازیگر | سعید عباسی                |                             |
| ۱۳۸۹ | سفر بر مدار مهتاب   |        |                           | شبکهٔ مازندران               |
| ۱۳۸۴ | واپسین کوچ          | بازیگر | غلامرضا صیامی‌زاده         | شبکه ۲                      |
| ۱۳۸۲ | کلانتر ۱            | بازیگر | محسن شاه‌محمدی             | شبکه یک                     |
| ۱۳۸۳ | فصل زرد             | بازیگر | محمدرضا زهتابی            | ۱۳۸۴ از شبکه ۱ چهارشنبه‌ها   |
|      | آهوی ماه نهم        | بازیگر | مسعود نوابی               | ۱۳۸۳ از شبکه ۱              |
| ۱۳۸۲ | استرس (آسمان تاریک) |        | اکبر منصورفلاح            | صدا و سیمای استان زنجان     |
| ۱۳۸۱ | افسون               | بازیگر | سید جواد هاشمی            | نوروز (محرم) ۱۳۸۲ از شبکه ۵ |
| ۱۳۸۰ | باران عشق           |        |                           | یک قسمت                     |
| ۱۳۷۹ | صدایم کن            | بازیگر | احمد حسنی مقدممسعود نوابی |                             |
| ۱۳۷۸ | سرزمین ملائک        | بازیگر | علی غفاری                 | شبکه ۱                      |
| ۱۳۷۸ | داستان یک شهر       | بازیگر | اصغر فرهادی               | شبکهٔ ۵                      |
| ۱۳۷۷ | تنگنا               |        |                           |                             |
| ۱۳۷۶ | شن‌های کف رودخانه    | بازیگر | یوسف سیدمهدوی             | شبکه ۳                      |
|      | آدمخوار             |        |                           | شبکه دو                     |

### شبکه نمایش خانگی
- بالشها (۱۳۹۶)
- ضد ضرب (۱۳۹۳)